# Sungai Rasau
Sungai Rasau is een bestuurslaag in het regentschap Ogan Ilir van de provincie Zuid-Sumatra, Indonesië. Sungai Rasau telt 1158 inwoners (volkstelling 2010).